# Manuel Alcarazo Velasco
Manuel Alcarazo Velasco (* 25. Februar 1978 in Sevilla) ist Professor für Organische Chemie an der Fakultät für Chemie der Georg-August-Universität Göttingen. Seine Forschung konzentriert sich auf die Synthese neuer Ligandensysteme und Anwendung in asymmetrischer homogener Katalyse.

## Ausbildung und Berufsleben
Alcarazo ist in Sevilla geboren, wo er auch Chemie studierte. Nach dem Diplomabschluss im Jahr 2000 an der Universität Sevilla folgte eine Promotion unter Anleitung von José M. Lassaletta am Instituto de Investigaciones Químicas Sevilla. 2005 begann Alcarazo einen Postdoc-Aufenthalt am Max-Planck-Institut für Kohlenforschung, wo er 2009 die Leitung einer Nachwuchsgruppe übernahm. 2013 erhielt Alcarazo den Wissenschaftspreis des Düsseldorfer Industrie-Clubs und den Chemie-Preis der Akademie der Wissenschaften zu Göttingen.
2015 erhielt er einen Ruf an die Georg-August-Universität Göttingen.